# Unser Planet (Brunnenplastik)

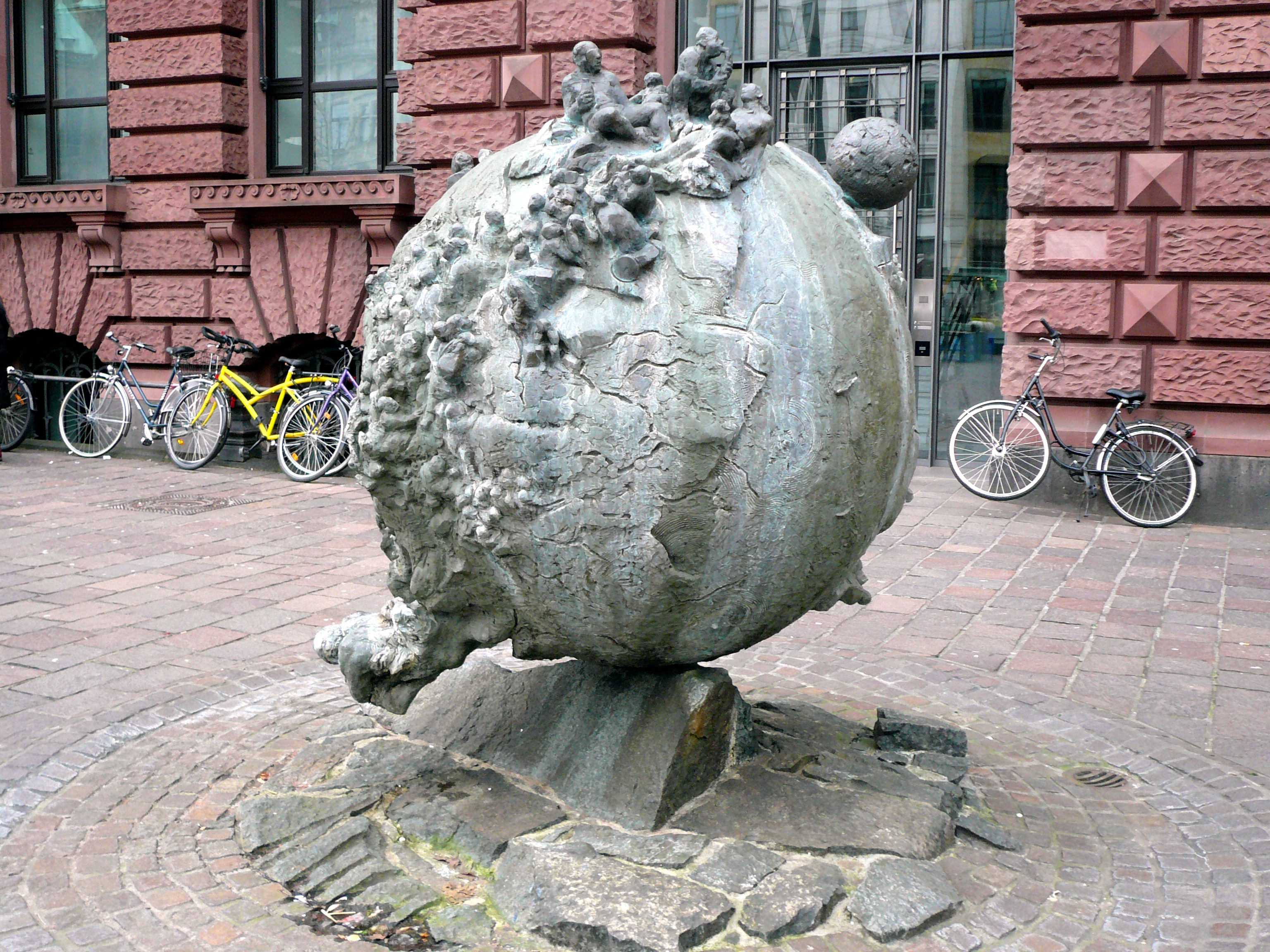
Unser Planet

Die Brunnenplastik Unser Planet steht in Bremen-Mitte auf dem Domshof vor der Deutschen Bank am Domshof. Er wird in der Liste der Brunnen der Stadt Bremen geführt.
Die Skulptur aus Bronze von 1996 stammt vom Bildhauer Bernd Altenstein. Die Brunnenplastik hat die Form einer Weltkugel. Reliefartig werden Motive aus der Geschichte der Menschheit dargestellt. Aus dem nördlichen Pol der Erdkugel ergießt sich das Wasser, fließt über den Erdball entlang und wird in einer gepflasterten Rinne aufgefangen. Der eineinhalb Meter hohe Weltkugelbrunnen wurde nach einer gründlichen Sanierung des Domshofs vor der Deutschen Bank aufgestellt.
Von Altenstein stammen in Bremen noch u. a. Das Ende (1978) in den Wallanlagen, Entfaltung in der Reeder-Bischoff-Straße, Waller Gespräche (1981)  auf dem Wartburgplatz in Walle, Blockdieker Gespräche (1982) in Osterholz, Zyklus Arbeit (1985), Relief im Innenraum der Oberpostdirektion, Arbeitende Hände (1987) in Gröpelingen auf dem Marktplatz, Genesende beim Klinikum Bremen-Mitte, Vier Jahreszeiten (Skulpturenensemble) (1991) am Ufer des Hollersees beim Park Hotel Bremen und Fietje Balge (2001), Hinter dem Schütting beim Bremer Marktplatz.